# Stanisław Pszonka

Herb Janina

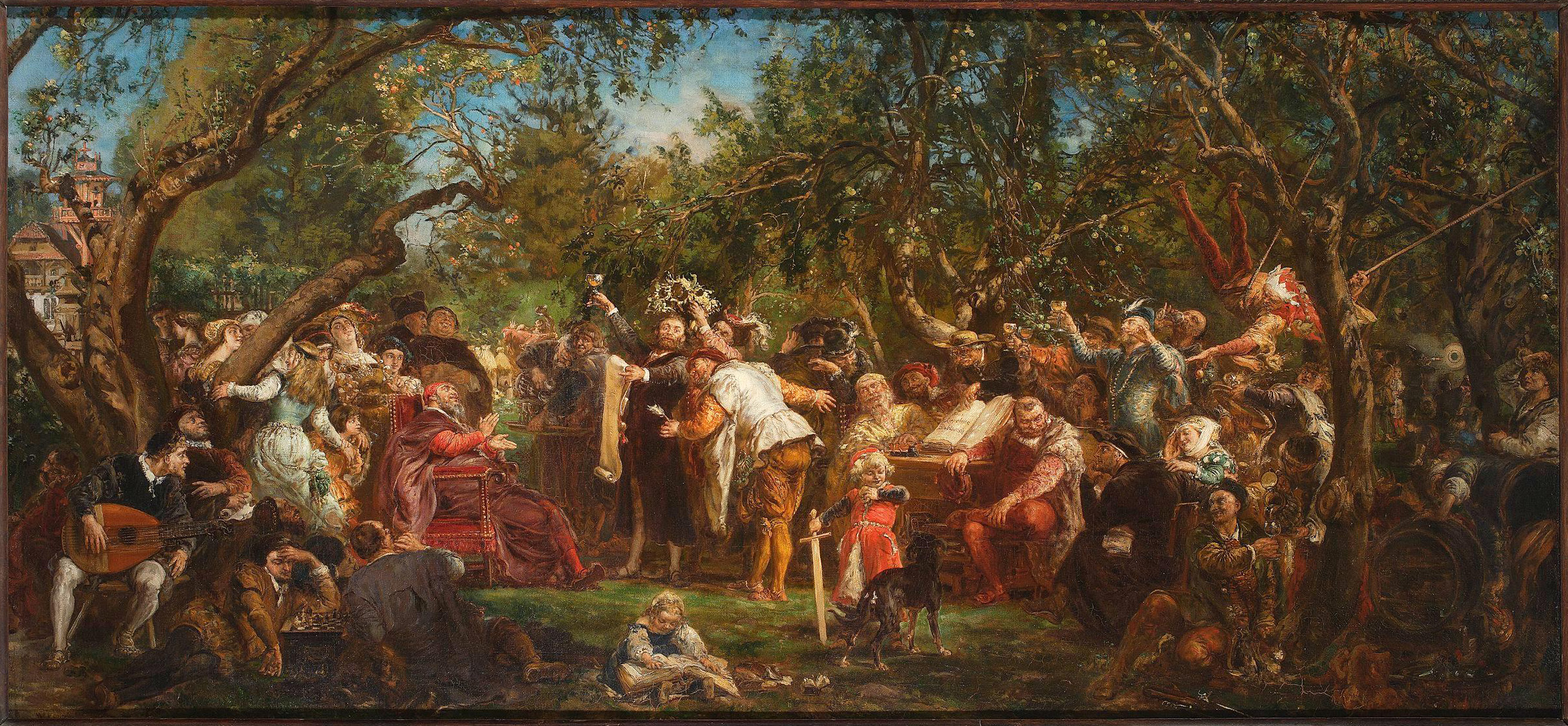
Jan Matejko Rzeczpospolita Babińska, 1881, Muzeum Narodowe w Warszawie, na obrazie Stanisław Pszonka w koronie ze słoneczników, arcybiskup gnieźnieński Mikołaj Dzierzgowski siedzi w fotelu, poeta i sekretarz królewski Andrzej Trzecieski z piórem w ręku obok Pszonki, wojewoda lubelski Piotr Firlej siedzi przy stoliku, Andrzej Frycz Modrzewski siedzi obok Firleja, Piotr Kaszowski w słomianym kapeluszu, Mikołaj Rej wsparty o stolik, ksiądz i pisarz Stanisław Orzechowski rozmawia z Rejem, jego żona Magdalena Chełmska huśta się obok, lutnista królewski Valentin Bakfark i lekarz-filozof Sebastian Petrycy siedzą na lewo pod drzewem, Jan Kochanowski z kronikarzem Marcinem Bielskim grają w szachy, heraldyk Bartosz Paprocki siedzi roześmiany za grającymi w szachy, ze wzniesionymi kielichami stoją magnaci: Jan Łaski, Mikołaj Oleśnicki i stolnik sandomierski Stanisław Lupa Podlodowski

Stanisław Pszonka z  Babina, zwany Babińskim z Chrysynowa, herbu Janina, (ur. ok. 1511, zm. 1580) – założyciel w latach 1550 – 1560 razem z Piotrem Kaszowskim Rzeczypospolitej Babińskiej, będący zarazem jej burgrabią.
Wziął udział w synodzie w Bełżycach  w marcu 1569 roku wraz z Mikołajem Sienickim – kasztelanem chełmskim, Adamem Gorajskim, Piotrem Kaszowskim. Za czasów króla Zygmunta Augusta; Brzostowski wyzwał Stanisława Pszonkę (przez pozew z pieczęcią królewską), do pojedynku publicznego w obliczu sądu królewskiego, lecz ten się nie stawił, a Brzostowski żądał, żeby był uznany za niewinnego, lecz król wyrok zawiesił.
Po śmierci Stanisława, właścicielem Babina i burgrabią Rzeczypospolitej został jego syn Jakub Pszonka (1562-1622), jeden z przywódców rokoszu Zebrzydowskiego, w 1617 r., senior świecki kalwiński, przywódca Rzeczypospolitej Babińskiej, mężny rycerz, który  powiększył dobra Babin o część Matczyna i pobliską Czółnę, a po nim dziedziczył jego syn Adam Pszonka – chorąży chełmski, a potem podkomorzy lubelski, (na wojnach przeciw Moskwie i Szwedom wsławiony), z którego śmiercią w 1677 r. upadła Rzeczpospolita Babińska.
Sarnicki umieszcza  w swoich wersetach wśród „Babinianów” (czyli bywalców  w Rzeczypospolitej Babińskiej);   Kochanowskiego, Reja, Trzecieckiego, Papiockiego i Sępa Szarzyńskiego
Portret Stanisława Pszonki wykonał  w formie stalorytu  w 1837 r. Leonard Chodźko jako monumentalne dzieło "La Pologne" wydane w latach 1836-1837 w Paryżu. Praca ta miała na celu przybliżyć zachodniemu czytelnikowi historię i kulturę Polski. Stanowiła wizytówkę polskiej emigracji po Powstaniu listopadowym. Uwiecznił go też Jan Matejko, tworząc wielofigurową kompozycję (obraz olejny Rzeczpospolita Babińska, oraz w 1881 r. staloryt Antoniego Oleszczyńskiego, pochodzący z wydawnictwa Variétés polonais (Rozmaitości polskie), które ukazały się tamże w latach 1832 – 1833.
Nagrobek Stanisława Pszonki, autorstwa anonimowego poety, przytacza Sarnicki w tych słowach:
"Plurima si unquam debet Respublica Pszonkae.
Debet in hac viridi qui requiescit humo,
Namque sodalitinm sanxit fundamina cujus,
Conficti absque dole sunt fuerantque tales.
Cresce sodalitium, quod si tibi nostra probantur
Carmina, me graemio jungito quaeso tuo."